# 米娜·普拉那

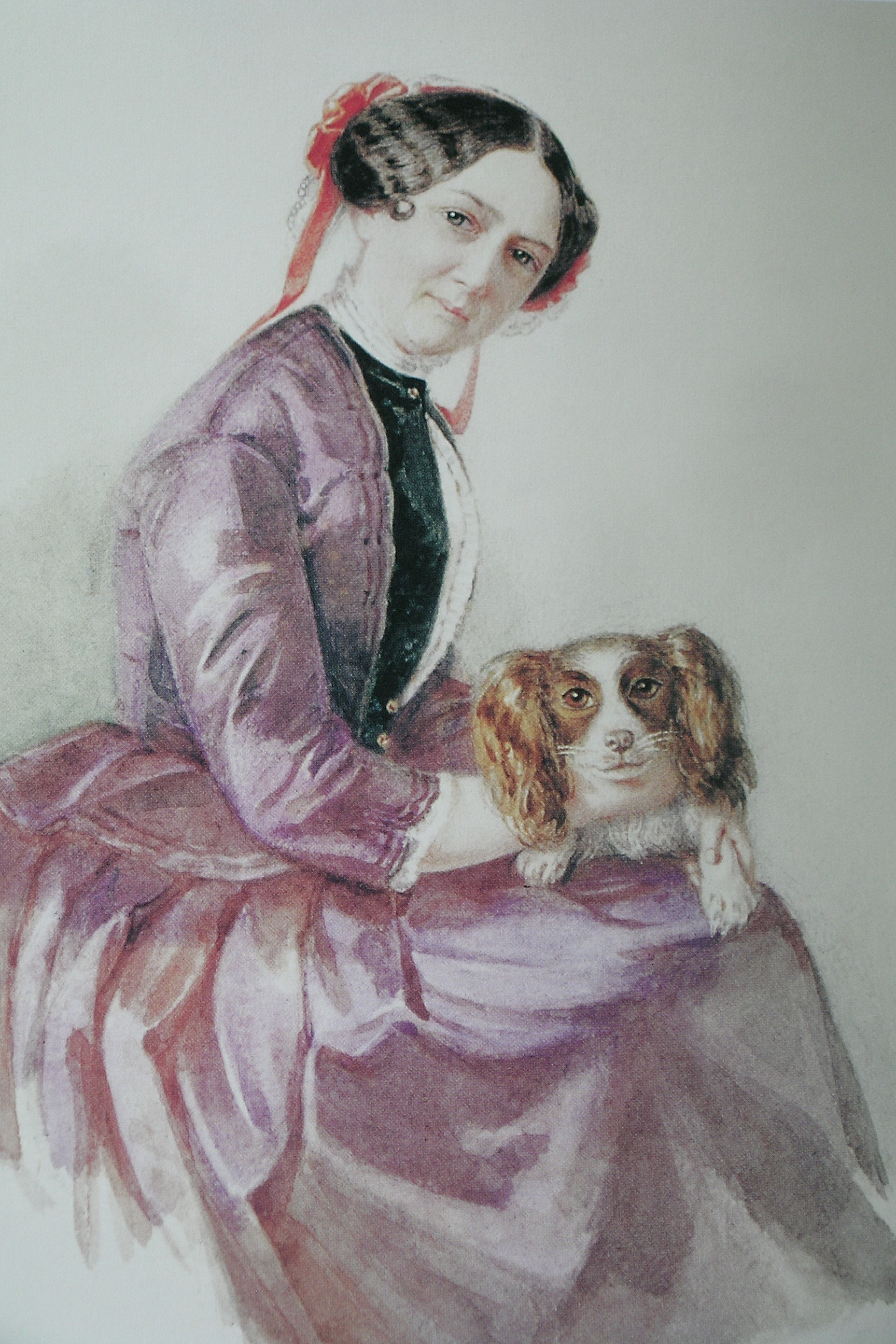
1853年，由克雷門廷·史托卡-皚雪所繪的米娜肖像

米娜·普拉那（德語：Wilhelmine Minna Planer，1809年9月5日—1866年1月25日）是一位德意志薩克森出身的演員。

## 生平
米娜·普拉那出生於萨克森王国厄德兰，其父親為一名軍樂隊小號手。幼時家境貧寒，15歲時遭薩克森王禁軍教頭馮艾因夕德（德語：Ernst Rudolf von Einsiedel）誘拐，使其懷孕後便離開。米娜回到鄉下待產，其女娜塔莉（德語：Nathalie）出生後，由米娜以娜塔莉姊姊之名撫養。
米娜開始其演藝生涯，專攻悲劇作品中年輕女主角（德語：Erste Liebhaberin）類型的角色，在鄰近劇院相當搶手，在德紹、阿尔滕堡、馬德堡與德勒斯登均登場過。從1833年12月27日的信件史料中，可以得知其當時開出的薪酬標準，每場600塔勒外加車馬費，謝絕客串，只接悲劇主角或女性豪傑角色。
1834年8月，米娜將滿25歲時，赴巴特劳赫施泰特參與馬德堡劇院所辦的夏日巡迴表演，8月1日時21歲的理查·華格納受邀前來，與馬德堡劇院公司洽談合作事宜，擬由華格納擔任指揮，起初華格納興趣缺缺，直到在此結識米娜，為追求米娜，華格納改變想法，簽下合約。
米娜赴柯尼斯堡工作，華格納跟隨他，並暫且在此接下客席指揮一職。
米娜與華格納於1836年11月26日，於柯尼斯堡特拉克海姆教堂（德語：Tragheimer Kirche）結婚，兩人甚至在證婚人面前發生爭執。
1857年華格納於蘇黎世指導崔斯坦與伊索德期間，與瑪蒂德·魏森東克發生婚外情，最終導致米娜與華格納夫妻感情破裂。